# Heiligegeiststraße 24 (Quedlinburg)

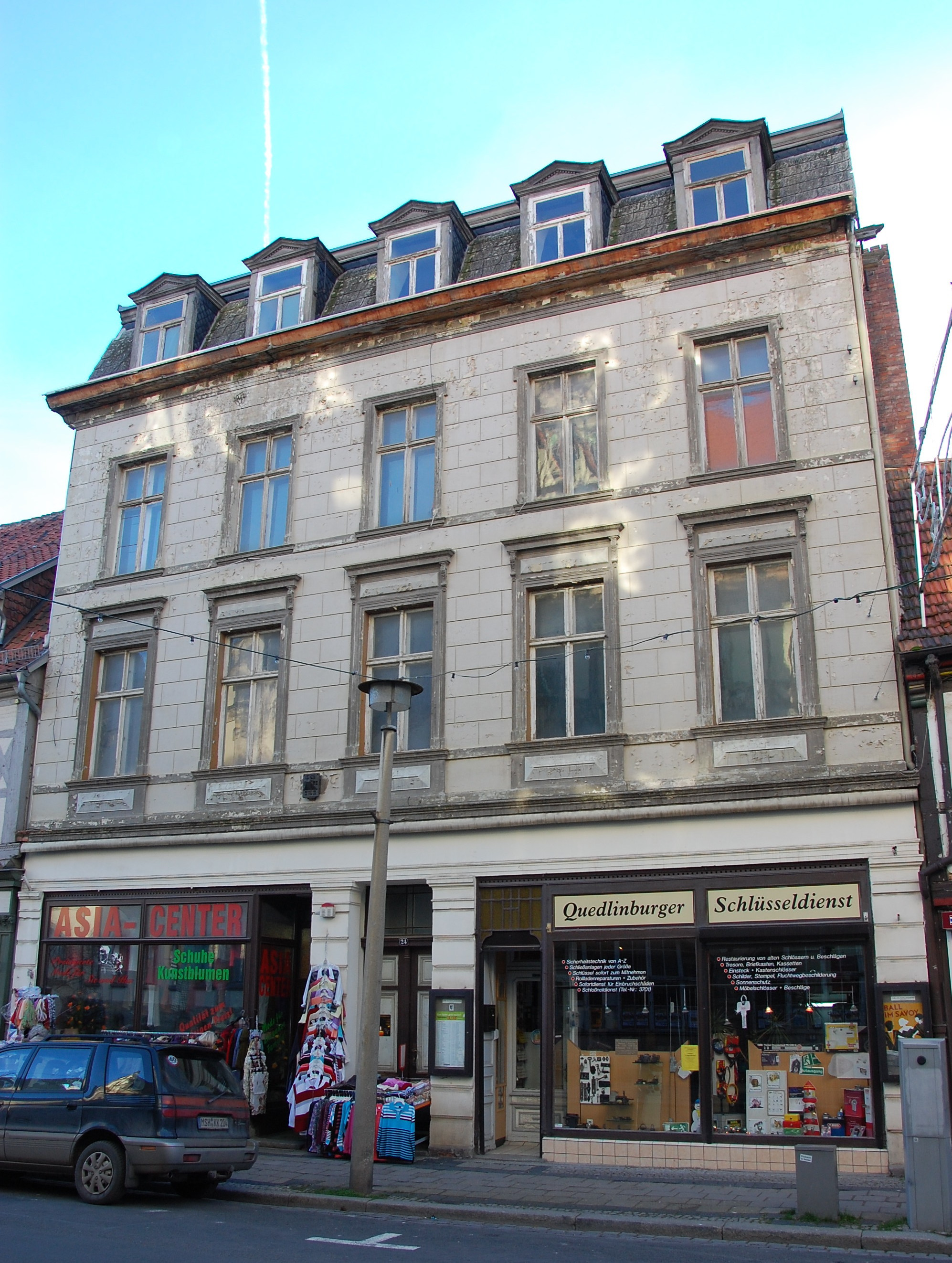
Haus Heiligegeiststraße 24

Das Haus Heiligegeiststraße 24 ist ein denkmalgeschütztes Gebäude in der Stadt Quedlinburg in Sachsen-Anhalt.

## Lage
Es liegt südlich der historischen Quedlinburger Altstadt auf der Südseite der Heiligegeiststraße. Im Quedlinburger Denkmalverzeichnis ist es als Wohn- und Geschäftshaus eingetragen. Östlich grenzt das gleichfalls denkmalgeschützte Haus Heiligegeiststraße 23, westlich das Haus Heiligegeiststraße 25 an.

## Architektur und Geschichte
Das dreigeschossige Gebäude wurde in den Jahren 1894/95 im Stil des Klassizismus errichtet. Die verputzte Fassade ist mit einer Putzquaderung versehen, die Fensteröffnungen sind von profilierten Stuckleisten eingerahmt. In der Zeit um das Jahr 1900 wurde im Erdgeschoss ein Ladengeschäft eingefügt.
Auf dem Hof des Anwesens befindet sich ein aus dem 18. Jahrhundert stammendes, in Fachwerkbauweise errichtetes Gebäude. Es verfügt auf dem Dach über Hechtgauben. Bemerkenswert ist eine klassizistische Haustür.